# 精神疾患
精神疾患（せいしんしっかん、英語: mental disorder）、あるいは精神障害（せいしんしょうがい）は、個人に機能的な障害、あるいは苦痛をもたらす、行動あるいは精神的な状態のことである。
ICD-10によれば、症状と苦痛とを組み合わせた機能不全とされ、DSM-5によれば著しい苦痛や社会的な機能の低下を伴うものであり、死別など喪失によるありうる反応や、文化的に許容できる反応は精神疾患ではないとされる。
統合失調症や、抑うつ症や双極症といった気分症、パニック症といった不安症、また薬物依存症といった物質使用症、知的発達症やパーソナリティ症が含まれる。
世界保健機関 (WHO) によれば、2019年時点の罹患者は世界で9億7000万人、世界人口の8人に1人が精神疾患を罹患している。神経精神疾患は世界の障害調整生命年（DALY）の13%を占め、2015年には15%に増加するとWHOは推定している。米国では精神疾患関連のコストは1989年の報告で1470億ドルに上り、これはがん、呼吸器疾患、AIDSなどを上回る。
症状を呈する原因としては、先に甲状腺機能の異常や栄養欠乏、また脳損傷など医学的に生じているとか、医薬品や向精神薬によって薬理学的に生じているといった状態を除外し、それ以外の固有の症状であると仮定される。つまり精神の疾患は、髄膜炎、内分泌疾患などの身体疾患によって引き起こされる場合もあるし、単にアルコールやカフェイン、また精神科の薬によって薬物の作用で生じている場合もある。それ以外にストレスによって生じたり、脳の機能的な変調によって生じている可能性もある。決定的な原因は判明しておらず、様々な仮説が検討されている状態である。
精神疾患を診断するための合意された生物学的指標（検査）は存在しない。つまり未だ、診断のための理解という部分から十分に高度というわけではなく、その基礎となる脳の研究の進展を要請している段階である。
2014年に「根拠に基づく精神医学評議会」は薬物治療に重点を置いた精神医療のパラダイムが人々が職場に復帰することに寄与していないとし、コクラン共同計画の共同創設者であるピーター・ゲッチェは、製薬会社による病気喧伝も加わって患者の数が激増していると述べているとした。
治療法に決定的なものは存在しないが、自然に軽快することもある。
精神疾患は精神医学によって扱われる。日本では、担当は主に精神科医（精神科）であるが、患者の症状や状況によっては内科（心療内科が多い）など、他の科で診察、治療が行われている場合もある。
| 順位 | 疾病                            | DALYs （万） | DALYs （%） | DALYs （10万人当たり） |
| ---- | ------------------------------- | ------------ | ----------- | ---------------------- |
| 1    | 2019年コロナウイルス感染症      | 24,306.3     | 8.1         | 3,061.5                |
| 2    | 虚血性心疾患                    | 19,389.3     | 6.4         | 2,442.2                |
| 3    | 脳卒中                          | 16,020.2     | 5.3         | 2,017.8                |
| 4    | 下気道感染症                    | 10,564.2     | 3.5         | 1,330.6                |
| 5    | 早産による合併症                | 10,048.0     | 3.3         | 1,265.6                |
| 6    | 背中と首の痛み                  | 9,088.2      | 3.0         | 1,144.7                |
| 7    | 糖尿病                          | 8,053.4      | 2.7         | 1,014.4                |
| 8    | COPD                            | 7,806.8      | 2.6         | 983.3                  |
| 9    | 下痢性疾患                      | 6,974.3      | 2.3         | 878.4                  |
| 10   | 交通事故                        | 6,785.3      | 2.3         | 854.6                  |
| 11   | 結核                            | 6,063.6      | 2.0         | 763.7                  |
| 12   | 出生合併症 (新生児仮死又は外傷) | 5,925.9      | 2.0         | 746.4                  |
| 13   | うつ病性障害                    | 5,665.6      | 1.9         | 713.6                  |
| 14   | 先天異常                        | 5,272.2      | 1.7         | 664.1                  |
| 15   | マラリア                        | 5,205.9      | 1.7         | 655.7                  |
| 16   | 肝硬変                          | 4,593.6      | 1.5         | 578.6                  |
| 17   | 気管、気管支、肺がん            | 4,564.8      | 1.5         | 575.0                  |
| 18   | その他の難聴                    | 4,419.3      | 1.5         | 556.6                  |
| 19   | 墜死                            | 4,385.5      | 1.5         | 552.4                  |
| 20   | 腎臓病                          | 4,372.1      | 1.5         | 550.7                  |

| 統合失調症           | 32.2% |
| うつ病               | 56.3% |
| 気分変調症           | 56.0% |
| 双極性障害           | 50.2% |
| パニック障害         | 55.9% |
| 全般性不安障害       | 57.5% |
| 強迫性障害           | 57.0% |
| アルコール乱用・依存 | 78.1% |

## 名称
DSM-5において「精神疾患（英語: mental disorder）」とされる。ICD-11では「精神、行動、神経発達の疾患（英語: Mental, Behavioural or Neurodevelopmental Disorders）」とされている。また、過去にはICD-10において「精神及び行動の障害（英語: Mental and behavioural disorders）」とされていた。
神庭重信は「ICD-11「精神，行動，神経発達の疾患」分類と病名の解説シリーズ：序文」において、2021年時点で、一般名詞としての「psychiatric (mental) disorder」に対する訳語については結論に至っていないとした上で、「精神疾患」の語を用いることとした。
法と福祉の文脈では、精神疾患を持つ者を精神障害者としている。日本精神保健福祉協会は精神障害を「精神疾患からくる「生活のしづらさ」がある状態」であるとしている。
口語的には mental illness（心の病）である。
江戸時代まで遡る言葉としては、癲狂や狂疾。

## 定義
ステッドマン医学大辞典によれば、精神疾患とは苦悩や異常を伴う心理的症候群または行動様式である。『ヒルガードの心理学』第15版によれば、異常というのは社会的な標準からの逸脱ではなく、多くの社会科学者が考えるように個人や社会集団の幸福への影響が基準である。つまり、はたからみての振る舞いではなく、当人が苦痛を感じているかどうかにより、不適応行動の障害の異常性があるとみなされる。

### 世界保健機関
1938年、世界保健機関（WHO）による国際死因分類（ICD）の第5版で「mental disorder」がリストに加えられた。1948年、国際疾病分類（ICD）に改称された第6版で「mental disorder」の節が設けられた。
ICD-10の『精神および行動の障害』においては、用語の問題の節が設けられ定義されている。障害（disorder）の用語を全体にわたって使用するという定義が宣言され、疾患（disease）や病気（illness）の用語には「本質的で重大な〔ママ〕」問題があるためである。さらに、障害（disorder）の語も正確ではないが、症状や行動と、苦痛と機能の障害との一式の存在を比喩しており、機能不全（dysfunction）のないものは精神障害には含めないとしている。つまり逸脱や葛藤だけがあるようなものは、精神障害ではない。
1994年のWHOによる『精神医学と精神保健の用語集（英語: Lexicon of psychiatric and mental health terms）』第2版では、「Mental Disorder（精神障害）」を「後天的または先天的な、精神の全ての障害を表わす不正確な用語」と説明している。
ICDを補助する国際障害分類（英語: International Classification of Inpairments, Disabilities and Handicaps, ICIDH）や、その改訂版である国際生活機能分類（英語: International Classification of Functioning, Disability and Health, ICF）における「disorder」は「変調」を意味する用語である。ICIDHにおける「impairment」は「（一時的または永続的な）機能障害」を意味する用語で、「disability」は「（一時的または永続的、可逆的または不可逆的、進行的または退行的な）能力障害」を意味する用語である。また、ICFにおける「disability」は「（全般的な）障害」を意味する包括的な用語である。

### アメリカ精神医学会
1952年、アメリカ精神医学会（APA）はDSMの第1版を出版し、同学会における精神疾患を示す用語を「mental disease」から「mental disorder」に変更した。また、基本用語の「disorder」について、精神医学的症候群関連のグループを表す最も広義の言葉と説明している。
DSM-IVでも「mental disorder」という用語を採用している。単なる不安などと区別するために重症度の概念があるため、持続的な症状の経過があり、症状が著しい苦痛や機能障害をもたらしている場合に精神疾患である。
DSM-5による定義においては、精神疾患は社会的、職業的また他の重要な活動における著しい苦痛や機能の低下と関連しており、よくあるストレスや死別のような喪失による予測可能な反応や、あるいは文化的に許容できる反応は精神疾患ではないとされている。
DSM-III、DSM-III-R、DSM-IV、DSM-IV-TRでは、精神疾患の定義に関して、例えば「統合失調症患者（a schizophrenic）」という人間を分類する表現は誤解を招くため、「統合失調症を有する人（an individual with Schizophrenia）」とし、ぎこちないが、より正確な表現を採用すると説明している。統合失調症患者（schizophrenics）が存在するのではなく、統合失調症（schizophrenic disorder）の診断基準を満たす症状を有する人々がいるだけである。

### 医学大辞典
南山堂医学大辞典第19版では、精神障害は精神病（psychosis）のような狭義の精神疾患だけでなく、精神発達障害のような精神状態の偏りや行動の異常も含むと説明している。

### 科学技術振興機構（JST）
科学技術振興機構はJST科学技術用語シソーラスにおいて「精神障害（Mental Disorder）」を「精神病（Mental Disease、Mental Illness、Psychosis、精神疾患、こころの病気、精神病状態）」の上位語としている。

### 厚生労働省
2009年、厚生労働省の「精神障害等の労災認定に係る専門検討会」は、「精神疾患」「精神病」の語について、「厳密な定義を持たないまま使用されている」と説明している。

### 法律
1900年、精神病者監護法が制定された。
1950年、精神衛生法が制定された。同法において「精神障害」の概念が提起され、精神障害の語は行政や医療関係者の間で法律用語として定着した。「精神障害者」は「精神病者（中毒性精神病者を含む。）、精神薄弱者及び精神病質者」と定義された。「精神病」、「精神薄弱」、「精神病質」は順に「後天的な精神の異常」、「先天的な精神の異常」、「性格等に着目したもの」を意味している。同定義は1993年6月の法改正まで使用された。
1987年、精神衛生法が精神保健法に改称された。
1991年、国際連合総会において「Principles for the Protection of Persons with Mental Illness and the Improvement of Mental Health Care」が採択された。厚生省の厚生科学研究班は「精神疾患を有する者の保護及びメンタルヘルスケアの改善のための諸原則」と訳している。
1993年3月、厚生大臣の諮問機関である公衆衛生審議会は、1991年の国際連合決議の「精神疾患を有する者の保護及びメンタルヘルスケアの改善のための諸原則」などを踏まえ、精神保健法の「精神障害者」の定義について、「近年における国際的な疾病分類や用語の慣行と照らして適切でなく、また、疾患・病態の範囲が不明確となったり、誤解を招いたりするおそれのあること等が指摘されている。…精神保健法上の施策の対象とするべき精神障害者の概念を明確化し、併せて、用語の適正化を図る観点から、例えば、『精神疾患を有する者』とすることについて検討する必要がある」と答申している。
1993年6月、厚生委員会において公衆衛生審議会の答申に基づいた法案が審議された。政府委員は、拡大解釈を生む懸念がある「疾患」という強調表現について、従来の対象範囲を変更するものではないと説明している。同月、法改正により、精神保健法の「精神障害者」の定義が「精神分裂病、中毒性精神病、精神薄弱、精神病質その他の精神疾患を有する者」に変更され、「精神疾患」の語も使用されるようになった。
1995年、精神保健法が精神保健及び精神障害者福祉に関する法律（精神保健福祉法）に改称された。厚生省は、法律上の「精神障害」の概念について、疾患（医学的側面）と障害（福祉的側面）の二面性があると説明している。
1998年、厚生労働省の「精神保健福祉法に関する専門委員会」は、同法の「精神障害者」の定義で使用される「精神疾患」の語について、「精神上、心理上及び行動上の異常や機能障害により、生活を送る上での能力が相当程度影響を受けている状態を包括的に表す用語」と説明している。また、「精神疾患」の範囲について、基本的には世界保健機関（WHO）のICD-10第5章に準拠するが、完全に準拠するものではないと説明している。
2007年、『三訂 精神保健福祉法詳解』は、精神保健福祉法上の精神障害者（Mentally Disordered）を保健医療施策における概念、障害者基本法上の精神障害者（Mentally Disabled）を福祉施策における概念と説明している。また、「Mentally Disordered」を「Mentally Disabled」の上位概念と説明している。
2010年、金城大学の小山善子教授は、精神保健福祉法の「精神障害者」の定義で使用される「精神疾患」の語について、「笠原も指摘するように、身体障害の対語としての精神障害は、平均から多少とも偏りを持つ全ての精神状態を包含する上位概念であり、そのうち医学的治療の対象となる場合が精神疾患と考えられる」と述べている。

### 用語に関する意識調査
国民意識調査（2007年）は、自分が呼ばれる時に一番抵抗感が少ない言葉を「こころの病」（90.7%）、精神疾患（4.9%）、精神障害（2.5%）、精神病（2.0%）と報告している。

## 分類
精神疾患は、WHOの疾病及び関連保健問題の国際統計分類（英語: International Statistical Classification of Diseases and Related Health Problems, ICD）における「精神、行動、神経発達の疾患」の章や、精神疾患の診断と統計マニュアル（英語: Diagnostic and Statistical Manual of Mental Disorders, DSM）において、網羅的に分類されている。
DSMはアメリカ精神医学会（APA）が精神疾患の症状を分類し統計に役立てるためまとめたもので、2024年時点では第5版の修正版が最新で、世界で広く使われている。
精神疾患の伝統的な分類は、神経症と精神病とであったが、この分類は不正確な診断をもたらしたために、DSM-Ⅲで廃止された。

## 疾患
妄想に執着して生活に支障をきたしたり、他者を巻き込む病態や、反対に心的・内向的には自閉症やパニック障害など、物的・外向的には自傷他害行為、あるいは自殺にまで及ぶこともある。
小児期、青年期の障害として注意欠陥・多動性障害 (ADHD) や知的発達障害 (知的能力障害)などがある。
物質関連障害では、物質の使用が制御できないとか、物質の使用に伴って精神症状が生じている。身体疾患による精神疾患は、精神疾患に類似した症状を呈しているが、身体疾患が原因となっている場合である。
気分に関するものは、抑うつを呈するうつ病や、気分変調性障害、気分が高ぶった躁も呈する双極性障害、また不安や恐怖が持続する不安障害や強迫性障害に分類される。
ストレスを原因とする場合には、心的外傷後ストレス障害や急性ストレス障害である。DSM-5より適応障害がこのグループに含められるようになった。
統合失調症やほかの精神病性障害は、主に当人にはそうだと認識できない妄想や幻覚といった症状を呈する。
せん妄や認知症は神経認知障害に含められる。
パーソナリティ障害は、長期的に持続している不適応で著しい苦痛を生じるパーソナリティを特徴とする。
衝動制御障害は、窃盗癖、放火癖など反社会的な行動上の問題を含んでいる。
摂食障害では、神経性大食症では嘔吐や下剤の使用などの行動を伴った摂食行動の制御不能であり、神経性無食欲症では既に過剰に痩せているにもかかわらず、体重が増えることを非常に恐れ摂食ができなくなっている。
睡眠障害は睡眠の問題に関する。不眠症や過眠症、また起床と睡眠のリズムにずれが生じている概日リズム睡眠障害などが含まれる。
性に関するものでは、性別違和は、自己の生物学的性別とは異なる性別にアイデンティティを持ち、苦痛を感じている。
解離性障害では、意識や記憶の同一性に関して、破たんが生じている。
DSM-5には、「臨床的関与の対象となることのある状態」の章が用意され、配偶者との問題、小児の身体的虐待、薬物誘発性運動障害、詐病、死別反応といったものが含まれている。

## 診断
ICDやDSMは、症状の組み合わせからなる診断基準である。症状を基準にした診断の前提にあるのは、各診断が独立していないということであり、一つの病因によって複数の診断がつく可能性がある。
他には、ハミルトンうつ病評価尺度のような評価尺度は診断や重症度を数値化する際に用いられる。
日本での課題として他の診断との適切な鑑別がされていないことが指摘されている。他に起因する症状や、重症度などが考慮される必要がある。
精神医学的診断の有効性を調査した実験には、ローゼンハン実験などがある。
世界保健機関（WHO）は国際的に承認された原則に則った精神保健診断（ICDなど）を用いるべきと勧告している。厚生労働省はICDを採用している。

### 原因によるカテゴリー
ICDとDSMでは診断において、先に医学的原因や、薬物誘発性の原因を除外することが必要である。それは多くの診断名の診断基準の1つとなっている。

#### 外因・内因・心因
精神疾患は外因、内因、心因に分類され、この順番で鑑別することが基本であった。外因とは、主に身体に由来する器質性、症状性、中毒性である。心因が性格環境である。内因は、外因でも心因でもないが明確にはよくわからないものである。緊急度においてはこの順に考えることは必要だが、広く治療や対応を考えるとそうではないことに注意が必要である。
ICD-10においては、心因性の用語は意味合いが文脈により、異なるため用いられないとされた。そして、DSM-IVにおいては、DSM-III-Rまでの器質性の語を廃止し、ここに該当していたものは一般身体疾患による精神疾患と、物質関連障害へと分離された。これら以外は非器質性であるために脳に要因がないとか、生物学的な要因と関連がないということではないためである。

#### 身体疾患による精神疾患
大きく分けて、脳の機能不全による認知機能障害と、それ以外の身体疾患による精神疾患の症状である。前者は主に認知症である。アルツハイマー型だけでなく、事故による脳外傷（外傷性脳損傷）によるものも含まれる。精神障害の症状は、感染（例えば、単純ヘルペスや麻疹ウイルスなどによる脳炎など）、脳卒中、代謝異常（尿毒症、肝性脳症や先天性代謝疾患など）、甲状腺機能低下症、あるいは亢進症といったものが原因となる。
3人の精神科医がそれぞれうつ病と診断し、入院もすすめられたが、内科で血液検査を行うとバセドウ病であったため、精神科の薬が役に立たなかった理由が判明したというようなことも起こりうる。
ICDにおいては、F00-F09の「症状性を含む器質性精神障害」である。特に、F06が、「脳損傷、脳機能不全および身体疾患による他の精神障害」である。このICD-10の分類における器質性の用語は利便性のためであり、それ以外は非器質性であるということではない。DSM-IVにおいては、一般身体疾患による精神疾患である。

#### 薬物誘発性
アルコールなど薬物依存症や、過剰摂取による中毒、あるいは依存形成後の減薬による離脱が原因となる。
日本では精神医療の専門家でも、薬物依存症についての正確な知識を学ぶ機会が乏しい。医療観察法によって入院となった者でも、入院前にアルコールや薬物の依存・乱用に気付かれていた者はその3分の1である。2008年には日本の薬物問題の治療施設において鎮静剤の依存・乱用が第2位となり、自殺既遂者の46%を占める精神科治療歴のある者の多くが致死的行動の直前に薬を過剰摂取し、また過剰摂取による救急搬送も増加している。国会でも取り上げられ、行政解剖された自殺者91%が精神科の薬を服用した上での自殺であり、作用などが原因となっているのではないかと報告されている。
ICD10においては、F10-F19の「精神作用物質使用による精神及び行動の障害」である。DSMでは、物質関連障害の章が用意されている。

### 主診断とコモビディティ
ICDにおいては、臨床像を把握するためにできるだけ多くの診断名を記録し、受診が必要となった理由といった最良の一つに主診断を割り当てるとしている。DSMにおいてもそうである。
この場合、記述症候群による診断でしかないため、互いに独立した診断であったり、各々の治療が必要であるということではなく、たとえばパニックと不安の症状が同一の原因による場合もある。この解釈を誤ると、個々の診断に個々の治療を行い、多剤併用処方となりうる。ある精神疾患を、他の精神疾患と区別するためのはっきりとした境界線はないというのが、DSMによる定義および注意である。これは例として、物質による離脱が通常のものであれば単に離脱の診断名となり、不眠症が通常よりも強く生じた場合に物質誘発性不眠症に診断されるというようなことである。
DSMのような操作的診断基準は、チェックリスト型なのであまりに単純化されていると批判されてきたが、そのようなものは多軸におけるI軸のみの検討であってマニュアルの使い方を把握していないことが原因である。DSMは多軸評定のシステムを持ち、III軸の一般身体疾患による精神障害、IV軸の心理社会的および環境的問題なども考慮し、1点に関心が絞られれば見過ごされがちな点へも注意を払い、総合的に評価が下される。不適切な臨床を防ぐために、このように多軸評定、コモビディティ、また重症度を判断するなど適切に用いれば十分有用である。1つの診断がついたので他は考慮しないというような思考過程では他の診断の見落としにつながりやすいが、このような短絡的な診断は行われがちであり、診断基準の誤った用い方である。
DSM-5の多軸システムでは、以前のI、II、III軸である診断軸と、以前のIV軸である重要な心理社会的要因、以前のV軸である能力障害にて記載される。

### 段階的な診断
アメリカ精神医学会による『DSM-5鑑別診断ハンドブック』の第1章は「段階的な鑑別診断」と題され、鑑別診断について割かれている。それは詐病などの除外、物質が原因である場合の除外、医学的疾患による精神疾患の除外、特定の原発性の決定、適応障害の鑑別、障害ではない場合の境界の確定から成る。
精神疾患の診断を正確かつ安全にするためには、診断を急がないことである。治療法がない場合には診断は無益であり、不必要な診断が機会の損失を与えたり、また烙印を押すこともあり、このように診断が利益を与えるかどうかの考慮も必要である。軽症なほど診断は困難であり、自然に軽快することもあり、過小診断したほうが安全で正確である。診察の初回は症状が強い時期であり、診断を行わないようにしてもよく、特に高齢者や子供においてである。
薬物依存症や、特に医薬品の多剤併用者や高齢者では、精神疾患に似た副作用が生じやすいため、薬剤の影響を除外する必要がある。薬物は精神疾患の症状を呈する頻度の高い原因であるが、意図的に尋ねるまで判明しないことがあり、特に初期の場合である。
次に医学的疾患を除外し、神経疾患などが精神医学的な症状を呈していないかを検討し、この目的のために一律に検査などを組み込んでもいい。そして特に治療がうまくいってない場合には、定期的な見直しも必要である。

### 重症度
重症度も診断基準の1つとなっていることが多い。ICD-10よれば、苦痛や機能不全といった症状のない、逸脱や葛藤だけがあるようなものは、精神疾患ではない。
DSMにおいては著しい苦痛や機能の障害を伴うといったように、重症であることが診断に必要である。重症度の判断には、症状の強さや、職業的、社会的機能の低下が考慮される。
軽症
軽症とは、診断基準を満たしているが社会的あるいは職業的機能の低下が軽度である。
中等症
中等症は、軽症と重症の中間である。
重症
重症とは、診断を下すために必要な数よりも多数の症状を満たし、いくつかの症状は特に重症であり、社会的あるいは職業的機能が著しく低下している。
DSM-IVの編集長であるアレン・フランセスは、過剰診断に注意して診断するために、まず症状が様式としての一群であることが必要であり、さらに「きわめて重要で中核かつ必須の事項」として、症状が同定されたというだけでなく、それが持続的であり、臨床的に著しい苦痛や、社会的または職業上の機能に著しい障害がもたらされていることが必要であるとしている。

### 生物学的検査
これまでは問診でしか診断することができなかったが、光トポグラフィーを用いた脳血流検査法やエタノールアミンリン酸の濃度を測定する血液検査法が開発されてきた、と研究中の話が報じられることがある。診断法に関する主張は従来より諸外国でも散見され、試験的、補助的に導入されることはあるが、確立された診断法は存在しないのが現状である。脳スキャン技術による診断の目処も立っていない。
国際神経精神薬理学会(CINP)の2013年のサミットでは、以下のように報告されている。中枢神経系（脳）の領域では、50年以上にわたる、3,000以上の論文にかかわらず、合意された生物学的指標は存在しない。それ以上に、研究および臨床的な理解は、生物学的指標を同定するほど十分に高度でもない。有効な生物学的指標が必要であり、脳の障害の神経生物学的な研究を進展すること必要とされている。
ニューヨーク州立大学のトーマス・サズ博士は「言うまでもなく、ほとんどの身体疾患に存在するような、心の病の有無を確かめる血液検査や他の生物学的検査は存在しません。もしそのような検査法が開発されたら、その後、前述したように、症状は心の病とは見なされなくなり、身体疾患の症状として代わりに分類されるでしょう」と述べている。実例として、「てんかん」「パーキンソン病」「アルツハイマー病」などは脳疾患（brain disease）である。「てんかん」は、DSM-IIIで精神疾患の一覧から除外され、ICD-10では「精神及び行動の障害」から「神経系の疾患」に分類が変更された。「パーキンソン病」「アルツハイマー病」は、DSM-IV-TRでは「一般身体疾患による認知症」に、ICD-10では「精神及び行動の障害」「神経系の疾患」の両方に分類されている。
ただし、日本の厚生労働省の統計では、「アルツハイマー病」は認知症の一部として、精神疾患として分類されている。

### 用語の共通化
精神医学の分野では、用語の命名に多くの混乱があり、不適切にも用いられてきた。専門用語が混乱したままでは、さらなる混乱と無駄な労力が費やされるため、用いられる言語を共通化し合意を得ていく作業が図られた。

### 診断に関する問題
DSM-IVのアレン・フランセス編纂委員長は、過剰診断、過剰治療に対し、「『ある診断が広く行われるようになったら、疑うべし』ということです。人間はすぐには変わりませんが、物の名前はすぐに変わります。もし突然多くの患者さんが同じ診断名を付けられるようになったら、それは患者さんが変わったからではなく考え方が変わったからであり、考え方が変わるのは、多くの場合、製薬会社が自社製品を売るためにその病気のマーケティングを動かしているからなのです」と述べている。うつ病も抗うつ薬のない時代、当時メランコリアと呼ばれていたころの罹患は100万人中50 - 100人に過ぎなかったが、現在の推算では100万人中10万人であり、1000倍に増加している。
各種の診断に関わる委員会は、頻繁に診断のための定義が拡大して具合が悪いとされる集団数を増やそうとして害を及ぼすため、2017年には世界保健機関のメンバーを含む多国籍ワーキンググループを集め、定義の精度や利害のバランスがうまくとれるかといった問題を検証するためのチェックリストを作成した。

## 歴史
心の病という概念自体は古くから存在しており、紀元前1500年ごろに書かれたエーベルス・パピルスには精神疾患を扱った章があり、症状に関する詳細な記述が残されている。日本でも空海が『十住心論』において「心病」の概念を語っている。
現存する中国最古の医学書『黄帝内経』のうちの一つ『素問』では、感情を喜怒哀驚憂など七つに分類し、七情と呼び、それぞれが大きくなるとそれぞれに関連した様々な精神疾患が出るとした。治療については心理療法を扱った祝由十三科などによって治療が試みられた
第二次世界大戦以前は先進国を含む多くの国家で迫害の対象であったが、現在そのような政策を取っている国は稀である。

## 疫学
| 2,200未満 2,200-2,400 2,400-2,600 2,600-2,800 2,800-3,000 3,000-3,200 | 3,200-3,400 3,400-3,600 3,600-3,800 3,800–4,000 4,000–4,200 4,200を超える |

2004年の神経・精神疾患における人口10万あたり障害調整生命年 (DALY)
2,200未満
2,200-2,400
2,400-2,600
2,600-2,800
2,800-3,000
3,000-3,200
3,200-3,400
3,400-3,600
3,600-3,800
3,800–4,000
4,000–4,200
4,200を超える

精神疾患は一般的であり、WHOは世界の多くの国々において3人に1人が、OECD諸国では2人に1人が、人生のある時点において精神疾患を経験するとしている。
OECD諸国においては、労働年齢のおおよそ20%が軽中程度の精神疾患を罹患しており、平均で市民の15%が精神保健問題にて医療機関を受診している。
|                                                            | 18-24歳 | 25-34歳 | 35-44歳 | 45-54歳 | 55-64歳 |
| ---------------------------------------------------------- | ------- | ------- | ------- | ------- | ------- |
| 罹患率                                                     | 23%     | 20%     | 20%     | 21%     | 20%     |
| 治療受給率                                                 | 8%      | 11%     | 14%     | 16%     | 17%     |
| （オーストリー、豪州、デンマーク、ノルウェー、米国、英国） |         |         |         |         |         |

複数国を対象として行われた研究によれば、不安症の生涯有病率は16.6%であり、女性は平均値よりも高率であった。同じく気分症については、大うつ病の生涯有病は6.7%（いくつかの研究ではより高率、また女性も高率）、双極症I類については0.8%であった。
米国では市民の46%が人生のある時点で経験する。米国で多い疾患は、不安症（28.8%）、気分症（20.8%）、衝動制御障害（24.8%）、物質乱用（14.6%）であった。
英国においては、4人に1人が任意の年に、若者は10人に1人が経験するとされる。英国の自殺者の9人に1人は精神疾患を持っていた。
国際的調査によれば、統合失調症の生涯有症率は平均0.4%であり、貧困国についてはそれよりやや低かった。

## 予防
| 予 防          | 1. 全体的 2. 選択的 3. 指示的                                                                                               |
| 治 療 と リ ハ | 1. 症例特定 2. 早期介入 3. 根拠に基づく治療 4. 再発防止 5. 技能訓練 6. 援助付き雇用 7. 認知の改善 8. 包括的ケアマネジメント |

WHOの2004年の政策レポートでは、「効果的な予防措置により精神疾患リスクを削減できる（Effective prevention can reduce the risk of mental disorders）」と述べ、根拠に基づいた予防政策を提案している。
2011年の英国保健省による神障害予防プロモーションの経済的分析レポートでは「これら多くの介入は金銭を投じる価値があり、低コストであり、長期的には自己負担でも可能となって公的支出を減らすことができるであろう」と述べている。

### うつ病性障害
うつ病性障害は、予防プログラムに参加した人口においては、新規発症を20-38%ほど減少させることができている。この予防プログラムには認知行動療法が含まれる。プログラムによって傷病コストも削減できている。WHOは2030年には障害調整生命年(DALY)の1位の障害はうつ病となると推測しており、抑うつの予防が叫ばれつつある。

### 精神病
精神病（Psychosis）のハイリスクグループにおいて、認知行動療法やその他の治療によって削減しうえるという暫定的なエビデンスがある。英国国立医療技術評価機構（NICE）は2014年、精神病リスクグループに対して予防的CBTを行うよう勧告している。
また、精神病初期症状に対して治療を行う暫定的なエビデンスがあるが、プライマリケアで抗精神病薬を開始すべきではない（ただし、コンサルタントの精神科医と相談して行う場合を除く）とNICEは勧告している。

## 治療
治療は大きく分けて3つである。身体的な治療（向精神薬による薬物療法、脳に直接働きかける電気痙攣療法など）、言語や行動を介した治療（認知行動療法などの心理療法、作業療法など）、社会的な環境調整である。精神疾患の種類や重症度により治療法は異なる。患者本人や家族などの周囲の人間に協力を持ちかけることも治療法の一つである。各学会から出版されている診療ガイドラインには、こういった治療の選択肢のうち、症状の重症度に応じた最も適切な治療法や、治療法を組み合わせたら有効性と危険性のバランスはどう変わるか、といった根拠が分析されている。
全ての疾患において患者教育は重要である。患者には、健康的な食事、運動、生活リズム、ストレス管理技法を指導する。社会的ネットワークも重要であり、患者には可能な限り、通常の社会的・教育的・職業的な活動を継続するよう助言する。
日本での課題は、診断が適切に鑑別されていないことに加えて、適切な薬物療法がされておらず、薬物以外の対応も行われないことである。
ストレス脆弱性モデルは、個人の症状発生につながる何らかの弱さと、その個人にとっての強いストレスについてによって症状が生じているという理論である。ストレスの多い環境を改善することによって症状の軽減に繋がるとされる。ストレスの多い環境を調整したり、不要な対立や症状の悪化につながるような対応が起きないように、家族など周囲の人に理解と適切な対応を求めることもある。
化学的不均衡の理論は、脳内の神経伝達物質のバランスが異常になったため、症状を発症しているという理論である。製薬会社の薬、精神科の薬は、このバランスの異常を修正すると称して販売されている。化学的不均衡の理論の議論が存在する。
心理療法は主に心理士によって行われ、来談者中心療法といった会話を交わすことで問題に対処する能力を引き出していくものが多い。近年は、診療ガイドラインによって有効性が確認されている点から、認知療法といった根拠に基づいた心理療法を実施できる環境を増やすことが課題となっている。認知行動療法は様々な精神障害に対応する。
根本的曝露療法 (Basal exposure therapy) は、重症あるいは精神障害が並存している人々に向けて開発され、薬の使用量の減少、機能の全体的評定尺度 (GAF) の向上がみられている。
運動療法は運動による健康効果を利用する。言語以外の表現を用いるアートセラピーが用いられることもある。重症となれば損なわれがちな生活技能能力を高めるためのソーシャルスキルトレーニング（SST）も用いられる。
1994年、世界精神医学会のノーマン・サルトリウス会長は「精神科医が精神病者を治療（cure）できると考えられた時代は終わりました。今後、精神病者は病気と共に生きる術を学ばねばならないでしょう」と述べている。1995年、アメリカ国立精神衛生研究所のレックス・コウドリー代行所長は「私たちは（精神障害の）原因を知りません。私たちは未だにこれらの病気を『治療する（curing）』手段を持っていません」と述べている。2009年、アメリカ国立精神衛生研究所のトーマス・インセル所長は、30年前に精神科でレジデントとして学んだ多くのものが、科学的研究によって完全に間違っていると証明され、捨て去られているため、「おそらく、30年後の私たちの後任は、今日私たちが信じている多くのものを痛ましい認識だと顧みることになるでしょう」と述べている。

## 診療科

OECD各国のメンタルヘルス問題時の受診先調査。
青は総合診療医、赤は精神科医、緑は臨床心理士。

OECD各国の人口10万あたり精神保健従事者数。
青は精神科医、赤は臨床心理士、橙は精神保健福祉士。

### プライマリ・ケア
欧米では、プライマリ・ケアが定着している。日本の国立国語研究所によれば、プライマリ・ケアを分かりやすく言い換えると、「何でも診てくれ相談にも乗ってくれる身近な医師による、総合的な医療」だとしている。そのような医師は、日本語で一般医（家庭医）などと呼ばれる。
精神障害を持つ人々について、欧州連合諸国においては過半数以上、アメリカでは約70%をプライマリ・ケア医が診療している。また、世界精神保健連盟によれば、うつ病と不安障害だけで、プライマリ・ヘルス・ケア施設の全来訪者の1/4〜1/3を占めている。経済協力開発機構（OECD）はプライマリケアに携わる総合診療医に対して、市民の精神保健について中心的な役割を果たすことを期待している。WHOによれば世界の約3分の1（36%）の国々において、公式承認された精神障害の管理・治療マニュアルが、主なプライマリヘルスケア診療所にて存在している。
厚生労働省は、医療法上の総合科の創設と一定以上の能力を備えた総合医を、国の個別審査によって認定することを検討している。つまり、まだ日本では正式な制度としては検討状態であるが、かかりつけ医のような内科を受診することがある。うつ状態になった人々の最初の受診先は、内科が約60%で、精神科は10%未満という報告もある。

### 精神科
精神科は精神医学的な状態を扱う科である。神経科、精神神経科などは精神科の別称と考えて差し支えない。
読売新聞によれば、各精神科病院、各精神科医の間には大きな力量差が存在する。一因は、医師の勉強不足、経験不足である。
日本の医学生は主に統合失調症、うつ病を教わり、他の精神症状はほとんど教わらない（医師国家試験にも稀にしか出ない）。多くは大学病院や関連病院で研修医として採用され、入院患者で研修する。修了後は病棟医として数年出向し、経験を積んで指導医となる。その後、出向元に戻って外来患者を担当することになるが、内科や外科などと異なり、精神科の入院患者はほとんどが統合失調症なので、病棟医の経験を外来患者に応用するのは難しい。その為、知識不足が原因で意味不明な診断がつくことがある。また、精神科では杜撰な診断や治療で患者が亡くなっても医師の責任を追及されることがないため、いい加減な診断や治療が蔓延している。
日本では精神科の治療責任を問うことは容易ではない。裁判においても「精神科は特別」だとしばしば言われる。精神医療被害連絡会の中川聡代表は「通常の医療過誤裁判は、外科手術時のミス（過失）や管理上のミスを問う場合が多い。あくまで、過失は過失である。しかし、精神科の被害は、全く事情が異なる。それは、過失ではなく、そもそもの常識が間違っているだ。本人達は、当たり前のことをやっていると思っている」と述べている。被告側に立つ医師の意見書には、日本の精神科では多剤大量処方も常識だと記載されている。被害者側に立つ医師はほとんどいない。ごく稀に意見書を引き受ける医師もいるが、極端に逸脱した例の場合だけである。
日本の精神科の診療報酬は、特に外来患者では保険診療上の「通院精神療法」が重要な報酬源となる。30分未満が330点、30分以上が400点であり、5分でも330点、60分でも400点である（1点＝10円）。現行の診療報酬体系は「沢山の患者を診た方が儲かる」「丁寧にじっくり診ると儲からない」構造になっており、薬物療法に偏る一因になっている。時間の掛かる心理療法は儲からない。

### 心理療法科
欧米のように心理士が国家資格化されている国々では、上記のような精神科と、心理療法中心の心理療法科に分かれることがある。心理士は、精神医学だけではなく、臨床心理学の知識や技術を使う。アメリカでは、心理士にも法的に診療が認められており、保険対象になっている。また、精神科医は主に薬物治療を行い、心理療法のトレーニングはほとんど受けていない。
日本では心理職には民間資格しかなく、国家資格として医療心理師の創設が検討されているが、利害の対立によって実現には至っていない。そのため現行では、医師法第17条が「医師でなければ、医業をなしてはならない」の規定により、保険適用で心理療法を受けるには精神科医など、医師の診断が必要になる。

### 心療内科
心療内科は心身医学を実践する科である。精神科医が心療内科を標榜することがあるが、日本の心身医学は内科から派生しており、本来、心療内科医とは内科医のことである。本項では後者を説明する。
日本心身医学会は「心身症とは身体疾患の中で、その発症や経過に心理社会的因子が密接に関与し、器質的ないし機能的障害が認められる病態をいう。ただし神経症やうつ病など、他の精神障害に伴う身体症状は除外する」と定義している。
精神障害に伴う身体症状が除外されているが、実際の心療内科では、医療保護入院のような強制的な入院が必要になる可能性がある症状以外は大体扱っている。強制的な入院には、精神保健指定医という精神科医の資格が必要である。

### 神経内科
神経内科は物質的な神経を扱う科であり、精神的な病気は扱わない。逆に、神経内科で扱うパーキンソン病やアルツハイマー病など、身体疾患に伴う精神症状は、精神科でも診ることがある。この二つは、DSM-IV-TRでは「一般身体疾患による認知症」に、ICD-10では「精神及び行動の障害」「神経系の疾患」の両方に分類されている。

### その他
日本精神神経学会は、生活上の問題が精神的な不調の背景にある場合、精神医療以外の選択肢も勧めている。家庭内暴力問題などは、女性支援センターや男女共同参画事業（市区町村が主体）の相談窓口がある。日本の各県に設置されている精神保健福祉センターでは、精神的な健康について相談が可能である。

## 用語の共通化と訳語の問題
日本においては、訳語の問題が存在した。

### 診断名における「disorder」の訳
医学的な診断名について、ICD-10の邦訳においては「disorder」という語に対して「障害」の言葉を当てたのに対し、ICD-11では原則として「症」の言葉を当てることとなった。これは、「disorder」が意味するところの精神疾患は可逆性のものであり、「disability」が意味する「障害」とは意味が異なることによる。例外として、単一エピソードと反復性の「Depressive Disorder」のみ「うつ病」と訳される。
DSM-5においては全病名で「disorder」に対して「症」の文字を当てることが提案されたが、過剰診断・過剰治療につながる可能性があるという意見もあり、特に専門学会の要望の強かった児童青年期の疾患と、不安症及びその一部の関連疾患にのみ「症」の文字をあて、旧来の診断名を併記する対応が取られた。
disorder（症）の語は、disease（疾患・疾病）より軽い失調状態を意味する。これはdisability（障害）とは異なる。

### 「精神疾患」と「精神障害」
「Mental disorder」と「Mental disease」「Mental Illness」「Psychosis」の日本語訳について、複数の訳が検討されてきた。

#### DSM
DSMの邦訳は滋賀医科大学の高橋三郎を中心として行われた。DSM-IIIでは「精神障害」とされたものが、DSM-IV以降では「精神疾患」となった。
DSM-IV日本語版の翻訳者の一人である大野裕は、ICD-10関連書籍の書評で「気になった点を挙げてみたい。まず第１は、「mental disorder」の訳語である。この用語に的確な訳語を見つけるのはなかなか難しい。本書では、「精神障害」という用語が当てられているが、評者はむしろ精神疾患の方がよいのではないかと考えている。「mental disorder」を精神障害と呼んでしまうと、精神障害の概念が拡散してしまう危険性があるからである」と述べている。
高橋は、DSM-5の日本語訳において、前の版と比べ日本精神神経学会の全面的なバックアップを得られたとし、日本精神神経学会が編集した「DSM-5 病名・用語翻訳ガイドライン（初版）」や『精神神経学用語集改訂6版』に準拠しており、その他の新用語は監訳者の責任で訳しているとした。ただし、邦訳されたDSMの書籍名の『精神疾患の診断・統計マニュアル』と、日本精神神経学会の用語集にある『精神障害の診断と統計の手引き』のように、準拠していない用語もある。

#### 日本医学会及び分科会
2007年に日本医学会は医学用語の標準化に向け出版した『日本医学会医学用語辞典英和第3版』では「Mental Disorder」を精神障害、「Diagnostic And Statistical Manual of Mental Disorder」を「精神障害の診断と統計の手引き」と訳した。また、「Mental Disease」と「Mental Illness」を共に精神疾患と訳している。本書には日本医学会分科会の日本精神神経学会も作成に参加している。
2008年に日本精神神経学会が出版した精神科学術用語を収載した『精神神経学用語集改訂6版』では、「Diagnostic 〜 Disorder」に対し同様に「精神障害の診断と統計の手引き」という訳を用いている。「Mental Disease」「Mental Illness」「精神疾患」という項目はない。日本神経学会の『神経学用語集改訂第3版』も同じである。

#### 現代精神医学事典
2011年の『現代精神医学事典』では、障害(disorder)は何らかの機能が障害された状態で、疾患(disease)は病因、病態、予後など、一つのまとまった病気の単位として見なされる状態であり、精神科固有の病気では単一の病気を示す症状を見出すことができないことが多いとし、ICD-10やDSM-Ⅳなどの国際的な分類では障害と呼ばれているが、病態の解明により、疾患の語に変わってくる可能性は高いとしていた。

#### 医学大辞典
『最新医学大辞典第3版』『医学書院医学大辞典第2版』『南山堂医学大辞典第19版』の外国語索引に「Mental Disease」「Mental Illness」はない。『最新医学大辞典第3版』『医学書院医学大辞典第2版』には「精神障害（Mental Disorder）」の項目はあるが、精神疾患の項目はない。『南山堂医学大辞典第19版』も同様だが、「精神障害（Mental Disorder）」の項目内で精神疾患の語も使用している。
『ステッドマン医学大辞典改訂第6版』は「Mental Disorder」を精神障害と訳している。また、「Mental Disease」「Mental Illness」「Psychosis」を精神病と訳している。

#### 文部科学省
2003年に文部科学省は医学用語の標準化に向け、『学術用語集医学編』を日本医学会との共編で出版した。同書は「Mental Disorder」「Mental Disease」「Psychosis」を順に「精神障害」「精神疾患」「精神病」と訳した。また、「Mental Illness」という用語はない。

#### その他
アメリカ心理学会の辞典では「mental disorder」は精神障害と訳されている。

## 精神障害者と芸術
精神医学の牙城であったフランス・パリのサン・タンヌ病院では、1930年代から芸術に理解があり、ハンス・プリンツホルンの著書『精神病者の芸術性』（1922年）のドイツ語を読みこなしたガストン・フェルディエールやアンリ・エイが在籍した。
1936年のニューヨーク近代美術館における「幻想芸術、ダダ、シュルレアリスム」展では、プリンツホルン・コレクションや、ポール・エリュアールとアンドレ・ブルトンのコレクションの中の精神障害者の美術作品が展示された。1945年に、ガストン・フェルディエールは、ドゥニ・ピュエシュ美術館において、美術館にて初となる精神障害者の美術展を開催した。1967年には、ジャン・デュビュッフェのコレクションがパリの装飾美術館で展示された。1979年には、ロンドンのヘイワード・ギャラリーで「アウトサイダー・アート」展が開催された。
1981年に設立されたオーストリアのグギング国立精神病院の中にあるグギング芸術家の家は、2000年にはその生活風景が五十嵐久美子による映画『遠足Der Ausflug』となり、2006年には建物の一部が美術館に改修された。
1992年にロサンゼルス・カウンティ美術館にて「パラレル・ヴィジョン」展が開催され、翌年日本に巡回した。これは4か国を巡回した。日本においては、1993年に世田谷美術館における「パラレル・ヴィジョン」展によって本格的に紹介されている。これは、日本における障害者や幻視者の作品が紹介され、小笹逸男、草間彌生（くさまやよい）、古賀春江、坂上チユキ、福村惣太夫、山下清、吉川敏明、渡辺金蔵の作品が展示された。1995年には日本でエイブル・アートが提唱され、各地の福祉施設での活動が連携して大々的に展覧会が開催されるようになる。

## 精神疾患と社会
精神疾患の治療などへの社会的支援がある。日本では、精神障害者保健福祉手帳、療育手帳、障害年金、自立支援医療 (精神通院医療)など。
日本では、精神疾患のために1か月以上休業している国民が約47万人おり、それによる逸失利益だけでも9500億円にのぼるという報告もある。

### 欠格条項
精神障害者に対して下記の欠格がある。
- 日本国 - 運転免許に関する欠格条項問題
- 朝鮮民主主義人民共和国 - 「朝鮮民主主義人民共和国社会主義憲法」[注釈 18]にて選挙権、被選挙権を与えていない[209]。

### スティグマ
日本では、昔から精神障害者は「きちがい」と呼ばれ、他の障害者と比べると、強い差別と偏見の対象になっている（スティグマ）。現在では身体障害者・知的障害者と同様の障害者として扱うべきとされている。しかし、今でも根強い偏見が存在するため、当事者の中には就職などでの不利益な扱いを嫌って障害を持つことを隠す例や、精神障害者手帳そのものを失効させる例も珍しくない。働いていたとしても本当の診断名を隠すように医師から指導されることもある。
英国においては、87%がスティグマ・差別の為に生活に負のインパクトが出ている、カナダ人においては、精神疾患を持つ友人をどう接したらいいか分からない（42%）、精神疾患を持つ人とパートナー関係になる可能性は低いだろう（55%）、彼らが悪い行動をとった時は疾患を言い訳に使うだろう（46%）、深刻な疾患を持つ人の周囲の人々は恐怖を感じるだろう（27%）、同僚が疾患を持っていたら仕事への影響を懸念する（64%）、疾患経験があったらそれを雇用主に言わない（39%、オンタリオ州）といった統計であった。
ナチス・ドイツでは1930年代、統合失調症患者などをユダヤ人と同等に見なし虐殺した（T4作戦）。1940年1月〜1942年9月の間に70,723人の精神科患者がガス室送りになった。

### 暴力被害者としての精神障害者
精神疾患者が暴力被害に合うリスクは健常者より高いことが様々な研究で知られている。英国での研究では罹患者が暴力被害に遭うリスクは健常者の約4倍であった。スウェーデン全成人を対象とした研究では、罹患者が殺人被害者になるリスクは5倍であった。平成24年10月1日には、障害者虐待防止法が施行された。

### 触法精神障害者
精神障害者で犯罪を起こした者を触法精神障害者と呼ぶ。特に殺人など重大な罪を犯した者に対して使われることが多い。日本でのこの節でいう『重大な犯罪（重大な他害行為）』とは、医療観察法第2条第1項に列挙する、「放火、強盗、強姦、強制わいせつ、傷害」である。そのうち、傷害以外のものは未遂も含まれる。
精神障害で善悪の区別がつかないなど、刑事責任を問えない状態で重大な他害行為をした触法精神障害者向けには心神喪失等の状態で重大な他害行為を行った者の医療及び観察等に関する法律（医療観察法）に基づき、厚生労働大臣が指定した指定医療機関（入院の場合は指定入院医療機関、通院の場合は指定通院医療機関）にて適切な医療を提供し、社会復帰を促進されることがある。
この制度は欧米、特にイギリスの司法精神医療をモデルにした。
日本の触法精神障害者に対する法の不備については日本精神科病院協会が指摘し、新法制定を訴えてきた経緯がある。日精協誌上で何度か特集を組み注意の喚起を行ってきていた。一方、日本弁護士連合会（日弁連）は閣議決定されたこの法律案に対し反対声明を出している。
日本の刑事裁判においては精神医学的診断（疾病診断）によって直ちに責任能力の有無が決められるものではなく、更に個々の事例における精神の障害の質や程度を判断し、その精神の障害と行為との関係についての考察に基づいて責任能力が判断されることになっている。そのため、病院で何らかの疾病が診断されたとしても、それによって直ちに刑責が軽減されるわけではない。

#### 日本での精神疾患と犯罪に関する統計
精神障害者等の犯罪の数値を挙げると「精神障害者をどう裁くか（岩波明）」によれば検挙人数総数に対する精神障害者等の割合は0.6〜0.7%となっている。精神障害者の犯罪率は健常者の3分の1と極めて低い。2大精神病のひとつである統合失調症患者が起こす交通事故も極めて少ない。一方、同書30頁の「精神障害者等の一般刑法犯罪名別検挙人員（平成18年）」では殺人が全体の9.6%を占める。
平成10年版『犯罪白書』によると法務省刑事局のまとめによれば、平成5年〜9年の累計で不起訴処分となった精神障害のある者は89.8%でうち殺人84.6%、強盗85.9%、傷害93.9%、傷害致死71.3%、強姦・強制わいせつ79.5%、放火87.9%。無罪となる精神障害者は0.5%であった。
平成13年版『犯罪白書』によると法務省刑事局のまとめによれば、平成8年〜12年の累計で検察庁で精神障害のために心神喪失と認められた者、心神耗弱と認められた者、第一審裁判所で心神喪失を理由に無罪となった者、心神耗弱により刑を減軽された者が起こした殺人事件の被害者は親族等が70.0%を占め、知人は16.9%、第三者は13.1%である。
長崎国際大学の講師である金澤由佳は、昭和35年から平成28年の『犯罪白書』全57冊の分析を行った。その結果、今まで殺人や放火といった特定の犯罪率が精神障害者では高いという先行研究は、実際に『犯罪白書』57冊に継続的に見られた。平成30年版の犯罪白書、同年度版の障害者白書、同年の人口推計を元にして、健常者と精神障害者の犯罪率(10万人あたりの検挙人数)を比較すると、精神障害者が殺人を起こす率は約3.4倍、放火を起こす率は約4.7倍高いことがわかっている。

### 関連団体
関係する団体としては精神障害者本人による患者会、精神障害者の家族らによる家族会などが存在する。
- 自助グループ
- 患者会 - 患者の相互扶助を目的として組織された障害者団体もある。中には自ら地域社会での居場所を確保する目的で地域活動支援センターIII型（旧・小規模作業所、共同作業所や作業所とも呼ぶ）を運営する団体もある（→精神障害者患者会・べてるの家を参照）。全国「精神病」者集団、全国精神障害者団体連合会（全精連）、特定非営利活動法人地域精神保健福祉機構（コンボ）など。
- 家族会 - 統合失調症、気分障害などを対象とした精神障害者家族会と薬物依存症を対象にした薬物依存症者家族会がある。
  - 精神障害者家族会 - 精神障害者のうち、統合失調症、気分障害などの者の家族らで作る相互扶助などを目的として組織された団体。地域活動支援センターIII型（旧・小規模作業所、共同作業所や作業所とも呼ぶ）の運営母体にもなっているところもある。かつては全国連合組織「全国精神障害者家族会連合会（全家連）」があった。現在は全国精神保健福祉会連合会（略称・全福連、愛称・みんなねっと）など。なお、日本国外にも同様の団体があり、アメリカのNational Alliance on Mental Illness(略称・NAMI)、英国Mindなど。
  - 薬物依存症者家族会 - 精神障害者のうち、薬物依存症者の家族らで作る相互扶助などを目的として組織された団体。全国薬物依存症者家族連合会（薬家連）など。

## 動物における精神疾患
動物において、ストレスで適応障害のような行動が見られるなど正確な診断は難しいが精神疾患とみられるような行動は確認できる。そのため、精神疾患モデル動物が開発され、精神疾患の研究や薬の研究が行われている。